# Eupithecia phoebe
Eupithecia phoebe là một loài bướm đêm trong họ Geometridae.